# Dubai Tennis Championships 2005
Il Dubai Tennis Championships 2005 è stato un torneo di tennis giocato sulla cemento. 
È stata la 13ª edizione del Dubai Tennis Championships, 
che fa parte della categoria International Series Gold nell'ambito dell'ATP Tour 2005, 
e della Tier II nell'ambito del WTA Tour 2005.
Sia il torneo maschile che quello femminile si sono giocati al Dubai Tennis Stadium di Dubai negli Emirati Arabi Uniti,
dal 21 al febbraio.

## Campioni

### Singolare maschile
Roger Federer ha battuto in finale  Ivan Ljubičić con il punteggio di 6–1, 6(6)–7, 6–3

### Singolare femminile
Lindsay Davenport ha battuto in finale  Jelena Janković con il punteggio di 6–4, 3–6, 6–4

### Doppio maschile
Martin Damm /  Radek Štěpánek hanno battuto in finale  Jonas Björkman /  Fabrice Santoro con il punteggio di 6–2, 6–4

### Doppio femminile
Virginia Ruano Pascual /  Paola Suárez hanno battuto in finale  Svetlana Kuznecova /  Alicia Molik con il punteggio di 6(7)–7, 6–2, 6–1